# 뉘른베르크 계속재판
뉘른베르크 군사법정 전쟁범죄자 재판(영어: Trials of War Criminals before the Nuremberg Military Tribunals), 속칭 뉘른베르크 계속재판(영어: subsequent Nuremberg trials)은 1946년 뉘른베르크 국제군사재판(전쟁범죄수괴 재판)이 완료된 이후 1949년까지 미군 군사법정이 뉘른베르크 정의궁에서 나치 독일의 지도적 인물들에 대해 진행한 12건의 재판들이다. 뉘른베르크 본재판과 같은 장소인 정의궁에서 진행되었지만, 본재판이 국제군사재판소 명의였던 반면 계속재판은 국제재판이 아니었고 미군 점령지에서 미군 군사법정의 명의로 진행되었다.
피고 총 185명 중 142명이 기소 내용들 중 하나 이상에 대한 유죄를 선고받았다. 사형을 선고받은 피고는 24명이고 그 중 11명은 종신형으로 감형되었다. 종신형을 선고받은 피고는 20명이고 유기징역을 선고받은 피고는 98명이다. 무혐의 석방자는 35명이다. 신병을 이유로 재판이 중단된 피고는 4명이고, 재판 도중 자살한 피고는 4명이다.
징역형을 선고받은 죄수들은 거의 대부분 1951년 존 J. 맥클로이 고등판무관의 칙령에 의해 감형되었고, 같은 해 많은 죄수들이 사면되었다.

## 재판 목록
| #  | 재판              | 일자                                | 피고                                                |
| -- | ----------------- | ----------------------------------- | --------------------------------------------------- |
| 1  | 의사 재판         | 1946년 12월 9일 - 1947년 8월 20일   | T4 작전에 참여한 나치 의사 23인                     |
| 2  | 밀히 재판         | 1947년 1월 2일 - 1947년 4월 14일    | 독일 국방군 공군 원수 에르하르트 밀히               |
| 3  | 법관 재판         | 1947년 3월 5일 - 1947년 12월 4일    | 나치 독일의 "인종적 순수성"에 관여한 법관 16인      |
| 4  | 포흘 재판         | 1947년 4월 8일 - 1947년 12월 3일    | 친위대 장교 오스발트 포흘 외 17인                   |
| 5  | 플리크 재판       | 1947년 4월 19일 - 1948년 12월 22일  | 재벌 프리드리히 플리크와 그의 기업 이사 5인         |
| 6  | 이게파르벤 재판   | 1947년 8월 27일 - 1948년 7월 30일   | 치클론 B를 생산한 화공 복합기업 IG 파르벤 AG 이사진 |
| 7  | 인질 재판         | 1947년 7월 8일 – 1948년 2월 19일    | 발칸 전역에 종군한 독일 국방군 장성 12인            |
| 8  | RuSHA 재판        | 1947년 10월 20일 - 1948년 3월 10일  | 인종청소 및 재정착 정책에 관여한 친위대 장교 14인   |
| 9  | 특수작전집단 재판 | 1947년 9월 29일 - 1948년 4월 10일   | 특수작전집단 소속 친위대 장교 24인                  |
| 10 | 크루프 재판       | 1947년 12월 8일 – 1948년 7월 31일   | 크루프 재벌 이사진 12인                             |
| 11 | 빌헬름가 재판     | 1948년 1월 6일 – 1949년 4월 13일    | 고위공무원 21인                                     |
| 12 | 최고사령부 재판   | 1947년 12월 30일 - 1948년 10월 28일 | 국방군 최고사령부 소속 장성 14인                    |